# NGC 6875
NGC 6875 је елиптична галаксија у сазвежђу Телескоп која се налази на NGC листи објеката дубоког неба.
Деклинација објекта је - 46° 9' 41" а ректасцензија 20h 13m 12,3s. Привидна величина (магнитуда) објекта NGC 6875 износи 12,0 а фотографска магнитуда 13,0. NGC 6875 је још познат и под ознакама ESO 284-28, AM 2009-461, IRAS 20096-4618, PGC 64296.